# جواهر الأخبار
جواهر التاريخ هو كتاب تاريخ فارسي عالمي ألفه البيروقراطي الصفوي والمؤرخ بوداق منشي القزويني في عام 1577. يركز على جزء كبير من العالم الفارسي. تم نشر القسم الذي يغطي التاريخ الصفوي فقط ، والذي لا يزال يعتبر مهمًا لأنه يوفر رواية مفصلة عن دور المؤلفين كسكرتير في محكمة الشاه شاه طهماسب الأول الصفوي (حكم 1524-1576)، وبالتالي يوفر رؤى في حياة البيروقراطين في تلك الحقبة.
توجد مخطوطة واحدة تحتوي على النص محفوظة في مكتبة الأكاديمية الروسية للعلوم [الإنجليزية]. توجد نسخ من هذه المخطوطة أيضًا في المكتبة الوطنية والأرشيف في إيران ومكتبة جامعة طهران.